# Kabinett Lawrence Wong II
Das Kabinett Lawrence Wong II bildet seit dem 23. Mai 2025 die Regierung von Singapur. Es wurde nach der Parlamentswahl im Mai gebildet und wird von der People’s Action Party gebildet.

## Kabinettsmitglieder
| Amt | Bild | Name                      |
| --- | ---- | ------------------------- |
| Premierminister Finanzminister |      | Lawrence Wong             |
| „Senior Minister“ |      | Lee Hsien Loong           |
| Stellvertretender Premierminister Minister für Handel und Industrie                                                                                       |      | Gan Kim Yong              |
| Koordinierender Minister für nationale Sicherheit Minister des Innern                                                                                     |      | Kasiviswanathan Shanmugam |
| Koordinierender Minister für öffentliche Dienste Verteidigungsminister                                                                                    |      | Chan Chun Sing            |
| Koordinierender Minister für Sozialpolitik Gesundheitsminister                                                                                            |      | Ong Ye Kung               |
| Minister für Auswärtige Angelegenheiten |      | Vivian Balakrishnan       |
| Ministerin für Nachhaltigkeit und Umwelt Verantwortliche Ministerin für Handelsbeziehungen                                                                |      | Grace Fu                  |
| Ministerin für digitale Entwicklung und Information Verantwortliche Ministerin der Smart Nation Initiative Verantwortliche Ministerin für Cybersicherheit |      | Josephine Teo             |
| Minister für soziale und familiäre Entwicklung |      | Masagos Zulkifli          |
| Minister für Bildung Verantwortlicher Minister für die Integration sozialer Dienste                                                                       |      | Desmond Lee               |
| Ministerin im Büro des Premierministers Zweite Finanzministerin Zweite Ministerin für nationale Entwicklung                                               |      | Indranee Rajah            |
| Minister für Recht Zweiter Minister des Innern |      | Edwin Tong                |
| Minister für Arbeitskräfte Verantwortlicher Minister für Energie und Wissenschaft & Technologie                                                           |      | Tan See Leng              |
| Minister für nationale Entwicklung |      | Chee Hong Tat             |
| Minister für Kultur, Gemeinschaft und Jugend |      | David Neo                 |
| Minister für Verkehr |      | Jeffrey Siow              |
| Verantwortlicher Minister für muslimische Angelegenheiten                                                                                                 |      | Muhammad Faishal Ibrahim  |

### Leitende Staatsminister
| Amt | Bild | Name                     |
| --- | ---- | ------------------------ |
| Leitender Staatsminister für Bildung                                                                           |      | David Neo                |
| Leitender Staatsminister für Finanzen                                                                          |      | Jeffrey Siow             |
| Leitender Staatsminister des Innern                                                                            |      | Muhammad Faishal Ibrahim |
| Leitende Staatsministerin des Innern Leitende Staatsministerin für Auswärtige Angelegenheiten                  |      | Sim Ann                  |
| Leitender Staatsminister für Bildung Leitender Staatsminister für Nachhaltigkeit und Umwelt                    |      | Janil Puthucheary        |
| Leitender Staatsminister für Gesundheit Leitender Staatsminister für Arbeitskräfte                             |      | Koh Poh Koon             |
| Leitender Staatsminister für Nachhaltigkeit und Umwelt Leitender Staatsminister für Verteidigung               |      | Zaqy Mohamad             |
| Leitender Staatsminister für Gesundheit Leitender Staatsminister für digitale Entwicklung und Information      |      | Tan Kiat How             |
| Leitender Staatsminister für Kultur, Gemeinschaft und Jugend Leitender Staatsminister für Handel und Industrie |      | Low Yen Ling             |
| Leitender Staatsminister im Büro des Premierministers                                                          |      | Desmond Tan              |
| Leitender Staatsminister für nationale Entwicklung Leitender Staatsminister für Verkehr                        |      | Sun Xueling              |
| Leitender Staatsminister für Verkehr Leitender Staatsminister für Recht                                        |      | Murali Pillai            |

### Staatsminister
| Amt                                                                                    | Bild | Name             |
| -------------------------------------------------------------------------------------- | ---- | ---------------- |
| Staatsminister für Auswärtige Angelegenheiten Staatsminister für Handel und Industrie  |      | Gan Siow Huang   |
| Staatsminister für nationale Entwicklung Staatsminister für Handel und Industrie       |      | Alvin Tan        |
| Staatsminister für digitale Entwicklung und Information Staatsminister für Gesundheit  |      | Rahayu Mahzam    |
| Staatsminister für Verkehr Staatsminister für Kultur, Gesellschaft und Jugend          |      | Baey Yam Keng    |
| Staatsminister für Arbeitskräfte Staatsministerin für Kultur, Gesellschaft und Jugend  |      | Dinesh Vasu Dash |
| Staatsministerin für Bildung Staatsministerin für digitale Entwicklung und Information |      | Jasmin Lau       |
| Staatsminister der Verteidigung                                                        |      | Desmond Choo     |
| Staatsminister des Innern Staatsminister für soziale und familiäre Entwicklung         |      | Goh Pei Ming     |

### Leitende Parlamentarische Staatssekretäre
| Amt | Bild | Name        |
| --- | ---- | ----------- |
| Leitender Parlamentarischer Staatssekretär für Recht Leitender Parlamentarischer Staatssekretär für soziale und familiäre Entwicklung                   |      | Eric Chua   |
| Leitender Parlamentarischer Staatssekretär für Personal Leitender Parlamentarischer Staatssekretär für Finanzen                                         |      | Shawn Huang |
| Leitende Parlamentarische Staatssekretärin für Kultur, Gesellschaft und Jugend Leitende Parlamentarische Staatssekretärin für Nachhaltigkeit und Umwelt |      | Goh Hanyan  |